# Јанош Кардош
Јанош Кардош (мађ. Kardos János; Норшинци, 13. фебруар 1801 — Ходош, 12. август 1873) је био словеначки писац, преводилац и евангелистички свештеник.
Рођен је у Прекмурју, у Мађарској, службовао као свештеник у Ходошу (Őrihodos). Значајнији радови су му превод евангеличке Библије, превод мађарских песама (од Шандор Петефија, Јанош Арањија, Михај Верешмартиија, и других.) на прекомурски језик. Поред превода написао је један школски уџбеник и песмарицу.
У револуцији 1848 — 1849. године, Кардош и евангелички Словенци се придружили Лајош Кошуту, док се католички део популације определио да стане на страну Хабзбуршке династије. И поред пораза револуције, Словенци су остали до краја на страни Мађара. У току мађаризације, политичари су називали Словенце „Венди” или „Вендски Словенци”, а то су у ствари стари Словени а не Словенци. Ова теорија је политичко питање а не научно.